# السدورف-وشترموهلن
السدورف-وشترموهلن (به آلمانی: Elsdorf-Westermühlen) یک شهر در آلمان است که در رندسبورگ-اکرنفورده واقع شده‌است.
 السدورف-وشترموهلن  ۱٬۶۸۸ نفر جمعیت دارد.